# Phobetes guilleni
Phobetes guilleni är en stekelart som beskrevs av Ian D. Gauld 1997. Phobetes guilleni ingår i släktet Phobetes och familjen brokparasitsteklar. Inga underarter finns listade i Catalogue of Life.